# Тіхеєвка (Іжморський округ)
Тіхе́євка (рос. Тихеевка) — присілок у складі Іжморського округу Кемеровської області, Росія.

## Населення
Населення — 8 осіб (2010; 14 у 2002).
Національний склад (станом на 2002 рік):
- росіяни — 64 %